# Aylmer Bourke Lambert
Aylmer Bourke Lambert ( Bath, Somerset 2 de febrero de 1761 - 10 de enero de 1842, Kew Green) fue un botánico inglés, uno de los primeros académicos de la Sociedad linneana de Londres, y sería vicepresidente de 1796 a 1842.
Era hijo de Edmund Lambert y de Bridget Bourke. Estudia en el St. Mary Hall de Oxford. Se casará con Catherine Bowater.
Es bien conocido por su trabajo A description of genus Pinus, impreso en varias partes entre 1803 a 1824, ilustrados suntuosamente y volúmenes en folios detallando todo sobre coníferas. Una segunda edición de folios se produce entre 1828-1837, y una tercera, más pequeña (en 8ª) en 1832. Los libros individuales suelen ser muy diferentes entre sí, causando problemas cuando las ilustraciones se usaban como tipos fijos de aplicación de nombres. Una descripción completa de la historia de la publicación aparece en:
- Renkema, H. W. & Ardagh, J. 1930. Aylmer Bourke Lambert y su 'Descripción del Genus Pinus'. Journal of the Linnean Society of London - Botany 48: 439-466.

Muchos de las nuevas coníferas descubiertas por David Douglas y otros, incluyendo a Sequoia, fueron descriptas por primera vez en los libros de Lambert; varios de los cuales eran descripciones hechas por autores colaboradores, notablemente David Don, quien incluyó su trabajo en el texto de Lambert.
- La abreviatura «Lamb.» se emplea para indicar a Aylmer Bourke Lambert como autoridad en la descripción y clasificación científica de los vegetales.[1]

## Honores

### Epónimos
Lambert fue honrado en el nombre botánico de:
Género
- Lambertia Sm. 1798

Especies
- Pinus lambertiana Dougl. ex Taylor & Philips